# Plateremaeus
Plateremaeus – rodzaj roztoczy z kohorty mechowców i rodziny Plateremaeidae.
Rodzaj ten został opisany w 1908 roku przez Antonia Berlesego. Gatunkiem typowym wyznaczono Damaeus ornatissimus.
Mechowce te mają ciało pokryte grubą warstwą cerotegumentu w formie wielokątnej siatki. Oskórek na całym ciele jest gładki. Apodemy rostralne tworzą kształt trójkąta. Długie, biczykowate sensilusy są zakrzywione. Notogaster w obrysie prawie okrągły. Tarczki genitalne i analne bez zdobień. Otwór płciowy ciągły z odbytowym. genitalne występują w liczbie 7 par, aggenitalne 1 pary, analne 7 par, a adanalne 3 par. Na epimerach 33 szczeciny.
Rodzaj pantropikalny.
Należy tu 9 opisanych gatunków:
- Plateremaeus anteriosetosus Woas, 1992
- Plateremaeus berlesei  Balogh et Mahunka, 1978
- Plateremaeus callosus  Hammer, 1979
- Plateremaeus complanatus (Warburton, 1912)
- Plateremaeus costulatus Balogh et Mahunka, 1978
- Plateremaeus excavatus Hammer, 1979
- Plateremaeus latus P. Balogh, 1988
- Plateremaeus novemsetosus J. et P. Balogh, 1983
- Plateremaeus ornatissimus (Berlese, 1888)